# Schlacht bei Telamon
Die Schlacht bei Telamon im Jahr 225 v. Chr. war eine der entscheidenden Schlachten im Keltenkrieg der Römischen Republik. In ihr wurde ein großes keltisches Heer aus cis- und transalpinen Stämmen von den beiden Armeen der amtierenden römischen Konsuln Lucius Aemilius Papus und Gaius Atilius Regulus, der im Nahkampf selbst den Tod fand, vernichtend geschlagen. Die Schlacht beendete die Expansion der Kelten auf die Apenninhalbinsel und war entscheidend für die Besitzergreifung Oberitaliens durch die Römer.

## Vorgeschichte

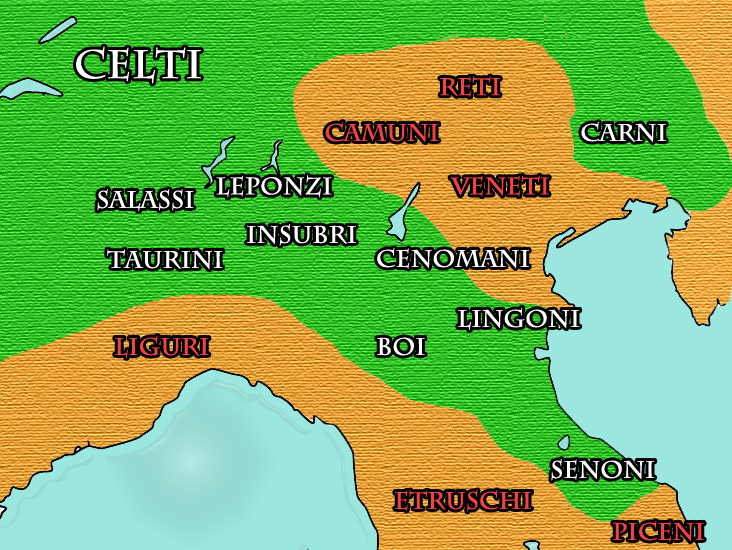
Die Gallia cisalpina mit den Stammesgebieten unter anderem der Boier („Boi“), Insubrer („Insubri“), Lingonen („Lingoni“), Veneter („Veneti“) und Cenomanen („Cenomani“).

Dem Keltenkrieg war eine längere Periode des friedlichen Zusammenlebens von Römern und Kelten in Oberitalien vorausgegangen. 232 v. Chr. jedoch wurde auf einen Antrag des Volkstribunen Gaius Flaminius hin in keltischem Besitz befindliches Land (der Ager Gallicus) an römische Bürger verteilt. Die Volksstämme der Boier und Insubrer schlossen sich daraufhin gegen die Römer zusammen, riefen ihre Nachbarn zur Beteiligung am Kampf auf und nahmen die Gaesati in Sold. Deren Könige Konkolitanos und Aneroëstos stellten ein Heer zusammen, dem sich insbesondere Boier, Taurisker und Lingonen anschlossen.
Die Römer bereiteten sich ihrerseits auf den bevorstehenden Konflikt vor, indem sie Vorräte anlegten und die Heere konzentrierten. Ihre Bundesgenossen wurden aufgerufen, ebenfalls Truppenkontingente zur Verfügung zu stellen, und richteten dafür Verzeichnisse aller wehrfähigen Männer (formula togatorum) ein. Vermutlich war dieser Zensus der erste, den Rom in ganz Italien abhalten ließ. Darüber hinaus schloss es Freundschaftsverträge mit den keltischen Venetern und Cenomanen ab und versuchte im Ebro-Vertrag mit dem Karthager Hasdrubal den Frieden in Iberien zu sichern, um nicht zwei Kriege zur gleichen Zeit führen zu müssen.

## Truppenbewegungen im Vorfeld
Die Römer erwarteten einen Angriff der Kelten auf das stark gefährdete Ariminum an der italienischen Ostküste. Stattdessen überquerten diese jedoch den Apennin – wohl in der Gegend des heutigen Bologna – und fielen in Etrurien ein. Insbesondere die Gaesati, die sich allein dem materiellen Gewinn halber auf den Kriegszug begeben hatten, versuchten sich durch Plünderungen zu bereichern. Bei Faesulae kam es dann zu einer ersten Schlacht der Kelten mit einem Heer aus angeblich 54.000 Etruskern und Sabinern unter der Führung eines römischen Praetors, das jedoch unterlag. Während die Sieger ihren daraus entstandenen Vorteil nicht ausnutzten, trieb die römische Regierung die Mobilisierung von Truppen nun verstärkt voran: Eine Streitmacht aus 40.000 Umbrern, Sarsinaten, Venetern und Cenomanen zog zum Beispiel in die Heimat der Boier, um diese zum Rückzug zu bewegen.
Der amtierende Konsul Gaius Atilius Regulus wurde zur Verteidigung Roms aus Sardinien zurückberufen und setzte mit vier Legionen nach Pisa über, während sein Kollege Lucius Aemilius Papus ein Heer an die Ostküste nach Ariminum führte. Auf diese Weise konnten die beiden die keltische Streitmacht zwischen sich einkesseln und die Entscheidungsschlacht in einer deutlich überlegenen Position beginnen.

## Schlacht

### Ausgangssituation
Polybios zufolge hatten die beiden Konsuln unter ihrem Kommando zusammen acht Legionen, die jeweils aus 5.200 Fußsoldaten und 300 Reitern bestanden. Die Bundesgenossen stellten zwei Kontingente aus jeweils 30.000 Fußsoldaten und 2.000 Reiter, die ebenfalls den Konsuln unterstellt wurden.
Gaius Atilius Regulus stationierte seine Truppen auf einem Hügel oberhalb des Weges, den die Kelten passieren mussten. Diese rechneten nicht mit seiner Anwesenheit, da sie ihn noch in Pisa vermuteten, und nahmen stattdessen an, Lucius Aemilius Papus hätte Teile seiner Reiterei auf die Anhöhe entsandt. Dementsprechend unterschätzten sie die Gefahr und griffen die Besatzung des Hügels mit ihrer Kavallerie und leichten Infanterie an. Dann aber wurde ihnen klar, dass vor ihnen die kompletten vier Legionen des Regulus warteten und das Heer des Papus immer noch hinter ihnen war. Daraufhin formierten sie sich zum entscheidenden Kampf: Die Gaesati und Insubrer wandten sich nach hinten gegen Papus, während die Boier und Taurisker geradeaus den Hügel zu stürmen versuchten. Die Flanken wurden mit Karren und Wägen geschützt; eine kleine Gruppe der Kelten besetzte während der Schlacht einen anderen nahegelegenen Hügel, um dort die Beute zu sichern.

### Kampfverlauf und Ausgang
Die römischen Quellen beschreiben das Verhalten der Kelten in der Schlacht bei Telamon wie auch bei vielen anderen kriegerischen Auseinandersetzungen als sehr furchteinflößend. Besonders die Gaesati hätten sich entkleidet, fürchterliches Gebrüll von sich gegeben und mit Trompeten und Hörnern Lärm gemacht. Das keltische Heer war zwar faktisch eingekesselt, hatte aber andererseits dadurch eine klarere Kampfordnung und war in sich geschlossen. Tatsächlich gelang es den Kelten bei einem ersten Schlagabtausch, Gaius Atilius Regulus zu töten und seinen Kopf den Königen Konkolitanos und Aneroëstos zu präsentieren.
Auf Dauer waren die Kelten jedoch den Pila (Speeren) und Schleuderbleien der römischen Armee schutzlos ausgeliefert, da ihre Schilde nicht den ganzen Körper bedeckten. Die römische Kavallerie konnte aus diesem Grund den Besitz des Hügels behaupten, und die Kelten wurden zwischen den von beiden Seiten anrückenden Speerwerfern stark bedrängt. Einige von ihnen stürzten sich in blinder Verzweiflung auf den Feind, andere flüchteten in die hinteren Reihen und brachten so Unordnung in die Streitmacht.
In der nun folgenden zweiten Schlachtphase zogen sich die römischen Fernkämpfer trotz ihrer Übermacht zurück; an ihre Stelle traten Nahkampftruppen. Diese nahmen den Kampf Mann gegen Mann mit den norditalischen Kelten auf, während deren gaesatische Söldner bereits den Kampfesmut verloren hatten. Aufgrund ihrer waffentechnischen Überlegenheit und der Unterstützung durch die Kavallerie behielten die Römer weiterhin die Oberhand und rieben ihre Feinde nahezu vollständig auf. Insgesamt sollen 40.000 keltische Krieger getötet und 10.000 gefangen genommen worden sein, lediglich die Reiter konnten fliehen. König Konkolitanos geriet in Kriegsgefangenschaft, Aneroëstos beging mitsamt seinem Gefolge Selbstmord.

### Lokalisierung der Schlacht
Der Ort der Auseinandersetzung, Telamon, wird meist mit der modernen Ortschaft Talamone nördlich von Cosa an der Westküste Italiens identifiziert, die in der Antike ebenfalls so genannt wurde. Dem klassischen Philologen Gerhard Radke zufolge muss die Schlacht des Jahres 225 v. Chr. jedoch irgendwo zwischen den Städten Ariminum, Faesulae (Fiesole) und Clusium, also im Innenland Italiens, stattgefunden haben. Daher scheine es sich um ein anderes, nordöstlicher gelegenes Telamon gehandelt zu haben.

## Folgen
Infolge der Schlacht bei Telamon gingen die Römer, die sich bisher den Kelten gegenüber außenpolitisch rein defensiv verhalten hatten, zum Angriff über. Zunächst unterwarfen sie die Boier und banden sie vertraglich an ihre Oberherrschaft. Im Jahr 223 v. Chr. griff ein Römerheer unter Gaius Flaminius dann sehr erfolgreich die Insubrer an. In der Schlacht von Clastidium im Jahr darauf wurden die Kelten Oberitaliens schließlich erneut besiegt, die sogenannte Gallia cisalpina kam unter römische Herrschaft. Bereits im Zweiten Punischen Krieg konnte Hannibal jedoch zahlreiche keltische Stämme dieser Region wieder gegen die Römer mobilisieren.
Polybios zufolge war der Keltenkrieg des Jahres 225 v. Chr. der erste Fall, bei dem die römischen Bundesgenossen nicht lediglich zum Schutz oder zum Nutzen der Stadt Rom kämpften, sondern sich selbst einer konkreten Gefahr gegenübersahen. Im kollektiven Gedächtnis der italischen Zeitgenossen war die Schlacht – ebenso wie die Schlacht an der Allia 387 v. Chr. und der Einfall der Kelten in Griechenland 279 v. Chr. – ein gemeinsamer Kampf der zivilisierten Welt gegen die einfallenden und plündernden Barbaren. Diese sahen sich deshalb bei Telamon den vereinten Streitmächten der Römer, Etrusker und Kampaner gegenüber, die ihren Sieg dann auch als Bestrafung der Kelten für deren frühere Raubzüge verstehen konnten.